# Ville Tietäväinen
Ville Tietäväinen est un graphiste, illustrateur et auteur de bande dessinée finlandais né en 1970. Sa première bande dessinée, Linnut ja meret, a été publiée en 2003. Tietäväinen a obtenu son diplôme d'architecte, mais il travaille comme illustrateur et graphiste depuis les années 1990.
L’ouvrage le plus remarqué de Tietäväinen est probablement Invisible Hands (finnois: Näkymättömät kädet) en 2011, publié en français chez Casterman en 2015 sous le titre Les mains invisibles. Ce livre est lauréat du Finnish Graphic Novel Finlandia Prize en 2011. Les mains invisibles raconte l'histoire d'un tailleur marocain, Rashid, qui fait face à des difficultés économiques dans son pays d'origine et quitte sa famille pour chercher du travail en Espagne en tant qu'étranger clandestin. La bande dessinée traite de thèmes tels que l'injustice sociale, l'immigration clandestine et la mondialisation.
Il participe en 2012 à l’exposition collective Eye balling, The new forms of comics au musée Kiasma à Helsinki aux côtés de 13 autres auteurs finlandais.

## Œuvres
- Les mains invisibles, Casterman, 2015 (Näkymättömät kädet, 2011)
- Linnut ja meret (2003)
- Hymyilevä kuu (1995, avec Harri Hannula)
- avec Aino Tietäväinen : Vain pahaa unta

## Distinctions
- 2011 : Finnish Cultural Foundation Award
- 2012 : Graphic Novel Finlandia Prize pour Näkymättömät kädet[6]
- 2014 : Prix Tulenkantaja pour Vain pahaa unta